# Vivian Kong
Man Wai "Vivian" Kong (ch. 旻憓 江, ur. 8 lutego 1994 w Hongkongu) – hongkońska szpadzistka, dwukrotna medalistka mistrzostw świata.
Podczas mistrzostw świata w Budapeszcie w 2019 roku zdobyła brązowy medal w turnieju indywidualnym. Wyprzedziły ją jedynie reprezentująca Brazylię Nathalie Moellhausen i Chinka Lin Sheng. Wynik ten powtórzyła na rozgrywanych trzy lata później mistrzostwach świata w Kairze. Tym razem lepsze były Koreanka Song Se-ra i Niemka Alexandra Ndolo. Była też między innymi piąta na mistrzostwach świata w Mediolanie w 2023 roku. 
Wystartowała na igrzyskach olimpijskich w Rio de Janeiro w 2016 roku, gdzie była jedenasta indywidualnie. Brała też udział w igrzyskach olimpijskich w Tokio, gdzie w zawodach indywidualnych była piąta, a drużynowo zajęła siódme miejsce. Wygrała rywalizację indywidualną szpadzistek na igrzyskach w Paryżu, w finale pokonując 13:12 Auriane Mallo z Francji.
Ponadto zdobyła brąz drużynowo i indywidualnie na igrzyskach azjatyckich w Inczon (2014) i igrzyskach azjatyckich w Dżakarcie (2018) oraz srebro drużynowo i brąz indywidualnie na igrzyskach azjatyckich w Hangzhou (2022).